# Lijst van namen met ij-y-verandering

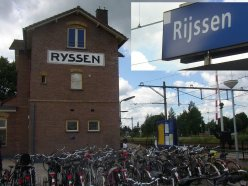
Station Rijssen

Deze lijst van namen met ij-y-verandering geeft aan welke namen veranderd zijn in een andere spelling. 
- De lijst in gesorteerd op de oorspronkelijke (achter)naam, bijvoorbeeld "Cruijff"

## B
- Bergeyk (gemeentenaam): Bergeijk (september 1998)
- Brandts Buijs (familienaam): Brandts Buys
- Buijs Ballot: Buys Ballot

## C
- Johan Cruijff: Johan Cruyff (circa 1980)

## D
- Mary Dresselhuijs: Mary Dresselhuys

## E
- Eijgelshoven (plaats- en gemeentenaam): Eygelshoven (circa 1982)

## F
- Feijenoord (sportclub): Feyenoord (circa 1970)
- Stadion Feyenoord staat boven de poort sinds 1937, de naam is echter Stadion Feijenoord (N.V.)
- Pim Fortuijn: Pim Fortuyn

## H
- Piet Hein, Piet Heijn en Piet Heyn

## K
- Dirk Kuijt: Dirk Kuyt

## L
- Arie Luyendijk: Arie Luyendyk

## N
- Ruud van Nistelrooij: Ruud van Nistelrooy

## R
- Rijssen

## S
- Jan Sluijters: Jan Sluyters
- Spijker: Spyker (Nederlands automerk voormalig/bestaand)

## V
- Rick van Velthuijsen: Rick van Velthuysen